# ترئيس

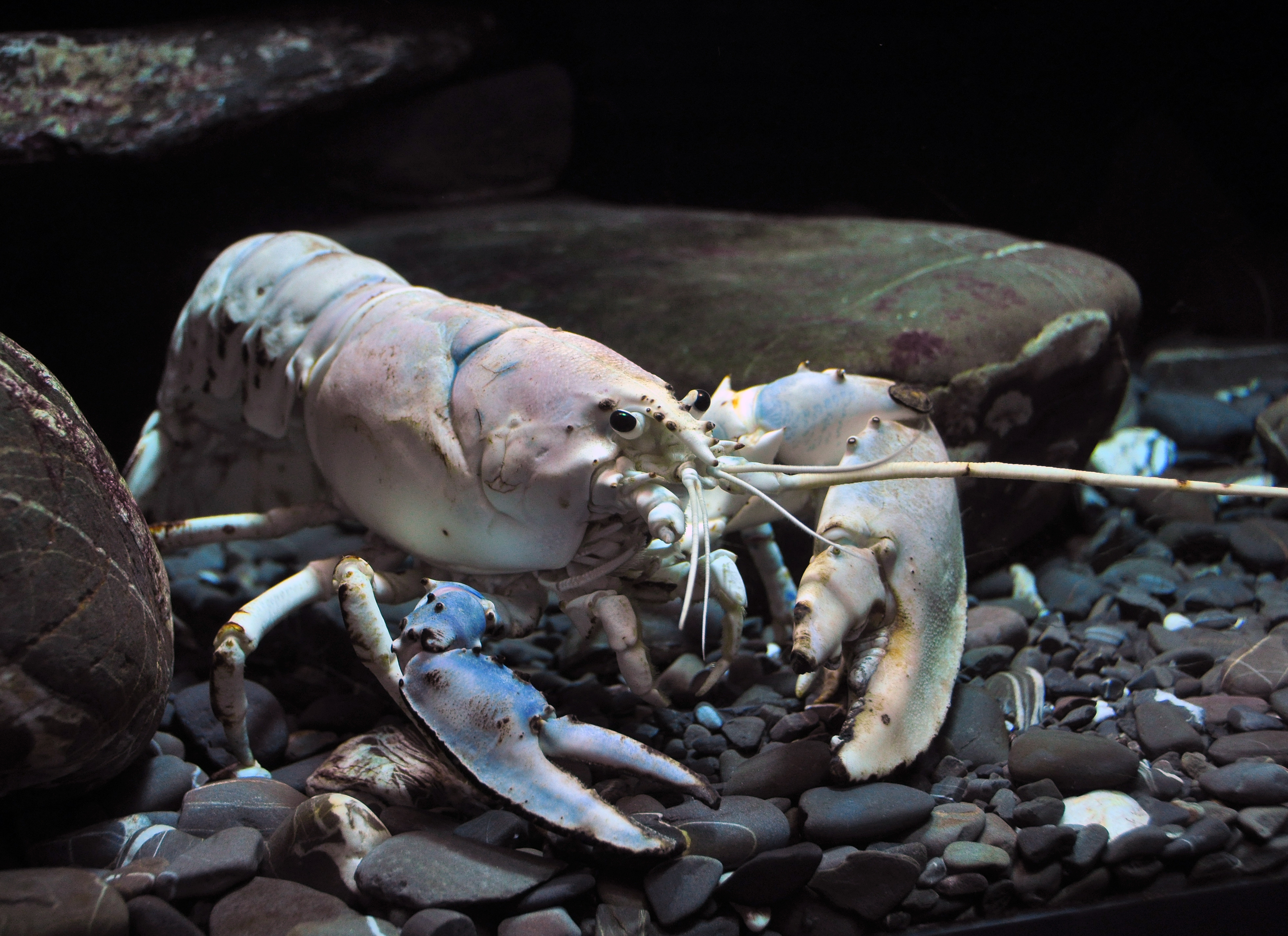

التَرْئِيس أو تَرَؤْس هو اتجاه تطوري تتركز فيه الأعضاء الحسية والفم والعقد العصبية في النهاية الأمامية للحيوان مما ينتج عنه منطقة الرأس. يرتبط هذا الأمر بالحركة والتناظر الثنائي بحيث يكون لدى الحيوان نهاية رأسية محددة. أدى ذلك إلى تكوين دماغ متطور للغاية في ثلاث مجموعات من الحيوانات وهي المفصليات ورأسيات الأرجل والفقاريات.

## الحيوانات غير المتناظرة ثنائياً
تظهر القراصات كالهيدروانيات المتناظرة شعاعياً درجة من تخلق الرأس. يكون للميدوزات الزهرية نهاية رأسية تحوي الفم وخلايا مستقبلة للضوء وتركيز من الخلايا العصبية.

## ثنائيات التناظر
تخلق الرأس هو من أهم سمات ثنائيات التناظر وهي مجموعة كبيرة تضم غالبية شعب الحيوانات، تمتلك هذه الحيوانات القدرة على الحركة باستعمال العضلات ويتألف هيكل جسمها من نهاية أمامية تواجه التنبيهات أولاً مع تحرك الحيوان للأمام وبالتالي تطورت لتحتوي العديد من الأعضاء الحسية والقدرة على اكتشاف الضوء والمواد الكيميائية والصوت غالباً. غالباً ما يكون هناك أيضاً مجموعة من الخلايا العصبية التي تقوم بمعالجة المعلومات الواردة من الأعضاء الحسية والتي تشكل الدماغ لدى العديد من الشعب وعقدة عصبية أو أكثر في الشعب الأخرى.

### عديمة السيلوم
عديمات السيلوم هي كائنات ثنائية التناظر قاعدية وجزء من اللاجوفيات الغريبة وهي حيوانات صغيرة وبسيطة لديها خلايا عصبية في الرأس أكثر بقليل من باقي الأجزاء وليست قادرة على تشكيل دماغ مستقل ومتماسك وهذا يمثل مرحلة مبكرة من تخلق الرأس.

### الديدان العريضة
تمتلك الديدان الحلزونية (الديدان العريضة) جهاز عصبي أكثر تعقيداً من الجهاز العصبي لعديمات السيلوم ولديها درجة قليلة من تخلق الرأس فلديها على سبيل المثال بقعة عينية فوق الدماغ بالقرب من النهاية الأمامية.

### البنى الفعالة المعقدة
أشار الفيلسوف مايكل تريستمان إلى أن ثلاث شعب ثنائية التناظر وهي مفصليات الأرجل والرخويات على شكل رأسيات الأرجل والحبليات كانت متميزة بامتلاك بني فعالة معقدة وهو شيء لا تمتلكه الكائنات عديمة السيلوم والديدان العريضة. أي حيوان سواء كان مفترس أو فريسة عليه أن يكون واعياً للبيئة حوله وذلك كي يكون قادر على اصطياد فرائسه في حال كان مفترس وكي يتجنب المفترسين في حال كان فريسة، هذه المجموعات بالتحديد هي أكثر المجموعات تطوراً من حيث تخلق الرأس.
هذه المجموعات مع ذلك ليست مرتبطة ارتباط وثيق إذ أنها تمثل فرع مستقل بشكل كبير من ثنائيات التناظر كما هو موضح في شجرة السلالة إذ أن سلالاتهم قد انفصلت منذ مئات ملايين السنين. ومن أجل الدقة فإن الشعب الأخرى (الأقل تطوراً من حيث تخلق الرأس) لم يتم عرضها.

#### مفصليات الأرجل
بالنسبة لمفصليات الأرجل فإن تخلق الرأس قد تطور مع زيادة الدمج بين الناحية الجذعية ومنطقة الرأس، كان هذا مفيداً لأنه سمح بتطور أجزاء فموية أكثر فعالية في التقاط ومعالجة الطعام. تخلق الرأس متطور لدى الحشرات إذ يتكون دماغها من ثلاث عقد ملتحمة ومتصلة بالحبل العصبي البطني والذي يحتوي بدوره على زوج من العقد في كل من الصدر والبطن. رأس الحشرة عبارة عن هيكل متقن مكون من عدة قطاعات ملتحمة بشدة ومزودة بأعين بسيطة ومركبة وملحقات متعددة بما في ذلك قرون استشعار حسية وأجزاء فموية معقدة (الفك العلوي والفك السفلي).

#### رأسيات الأرجل
تعد الرخويات رأسيات الأرجل بما في ذلك الأخطبوط والحبار والبحار من اللافقاريات الأكثر ذكاءً والأكثر تطوراً من ناحية تخلق الرأس مع حواس متطورة للغاية بما في ذلك أعين «الكاميرا» والدماغ الكبير.

#### الفقاريات
تبين أدمغة الإنسان والقرش حصول تسارع من ناحية التخلق الرأسي إذ أن الأجزاء تتضخم ويتغير شكلها.
تم دراسة التخلق الرأسي في الفقاريات على نطاق واسع وقد ضمت المجموعة التي تمت دراستها الثديات والطيور والأسماك. رؤوس الفقاريات عبارة عن بنى معقدة ذات أعضاء حسية متميزة بدماغ كبير متعدد الفصوص وفك وأسنان غالباً ولسان. ترتبط الحبليات الرأسية كالحسيكة (حيوان الرميح وهو حيوان صغير شبيه بالسمك مع درجة من التخلق الرأسي) ارتباط وثيق بالفقاريات ولكنها لا تمتلك هذه البنى. اقترحت فرضية الرأس الجديدة في ثمانينات القرن العشرين بأن رأس الفقاريات هو حدثية تطورية ناتجة عن ظهور العرف العصبي واللويحاءات القحفية (مناطق متسمكة من الأديم الظاهر).
ومع ذلك فقد تم العثور في 2014 على نسيج يرقة عابرة من الرميح ولم يمكن تمييزها تقريباً عن الغضاريف المشتقة من العرف العصبي التي تشكل جمجمة الفقاريات مما يشير إلى أن بقاء هذا النسيج وتوسعه ليشكل مساحة رأسية كاملة من شأنه أن يكون طريق تطوري قابل للنمو لتشكيل رأس الفقاريات. تمتلك الفقاريات المتطورة أدمغة متزايدة في تفصيلها.